# Ospan Batyr
Ospan Batyr, kaz. وسپان باتىر, ros. Оспан батыр, chiń. 欧斯曼·巴图尔 (ur. w 1899 r. w rejonie Koktokayu w granicach Chin, zm. 29 kwietnia 1951 r. w Urumczi) – kazachski działacz narodowowyzwoleńczy.

## Życiorys
W 1940 r. uczestniczył w powstaniu Kazachów w prowincji Sinciang przeciwko władzy gubernatora Sheng Shicaia. Latem 1943 r. stanął na czele kolejnego powstania kazachskiego z powodu decyzji władz chińskich o przesiedleniu Kazachów na południe prowincji, a na ich miejsce uchodźców chińskich. Spotkał się z mongolskim marszałkiem Chorloogijnem Czojbalsanem, otrzymując 1 tys. karabinów ręcznych, 20 karabinów maszynowych i wyposażenie wojskowe. Po upadku rebelii wyprowadził wiosną 1944 r. na terytorium Mongolskiej Republiki Ludowej kilka tysięcy Kazachów. Po ataku Armii Czerwonej na wojska japońskie okupujące Chiny na pocz. sierpnia 1945 r. jego armia powstańcza w poł. września tego roku oswobodziła okręg ałtajski od władzy Kuomintangu. Władze nowo powołanej Wschodnio-Turkiestańskiej Republiki Rewolucyjnej wyznaczyły go gubernatorem ałtajskim. Podejmował działania zmierzające do usamodzielnienia się ziem zamieszkanych przez Kazachów, licząc na pomoc mongolską. Wobec zdecydowanego sprzeciwu Sowietów opuścił stanowisko gubernatora, po czym reaktywował armię powstańczą. Pod koniec 1946 r. przeszedł na stronę Kuomintangu, uzyskując funkcję „tymczasowego pełnomocnika rządu sincianskiego w okręgu ałtajskim”. W 1947 r. brał udział w ataku swojej armii powstańczej na Mongolską Republikę Ludową, zwanym bajtak-bogdoskim incydentem granicznym w górach Baytik Shan. Po porażce ponownie przystąpił do wojsk Kuomintangu. W 1949 r. zorganizował powstanie Kazachów przeciwko chińskim komunistom. 19 lutego 1951 r. w miasteczku Makai dostał się do niewoli. 29 kwietnia tego roku publicznie rozstrzelano go w Urumczi.